# نادر کریمیان سردشتی
نادر کریمیان سردشتی پژوهشگر و مدرس دانشگاه است. از وی بیش از ۶۰ کتاب به چاپ رسیده‌ است. او در زمینه‌های کاری ایران شناسی، اسلام‌ شناسی، عرفان و ادبیات فارسی تحقیقات بسیاری دارد و رئیس هیئت مدیره انجمن همگرایی مواریث تمدن ایرانی می‌باشد.

## زندگی‌نامه و تحصیلات
او به سال ۱۳۴۳ در سردشت چشم به جهان گشود. او تحصیلات مقدماتی را در سردشت گذراند. او دارای مدرک لیسانس زبان و ادبیات فارسی از دانشگاه علامه طباطبایی و فوق لیسانس عرفان اسلامی از دانشگاه آزاد است. او دکتری خود را از آکادمی علوم تاجیکستان در رشته تاریخ علوم اخذ کرد. لازم است ذکر شود که این رشته در ایران نوپاست. او دارای مدرک دکتری زبان و ادبیات فارسی از دانشگاه مشهد است. او هم‌اکنون در حال تحصیل در رشته الهیات در مقطع دکتری از دانشگاه تهران است.

## نظرات و دیدگاه ها
در همایش بوکبال: یک نسبتی بین کتاب و تمدن هست در طول تاریخ بشر معمولاً این نسبت همیشه یک نسبت کاملاً واقع‌بینانه و با دستاوردهای بسیار خوبی بوده من در کتاب‌هایم اشاره کردند که من به چهار دوره و مرحله زبان معتقد هستم که زبان بین‌المللی داشتیم یک دوره اکدی است و دیگری دوره آرامی و سوم دوره عربی و چهارم دوره انگلیسیه زبان انگلیسیه و چرا این زبان ها جایگاه بین‌المللی پیدا کردند.

## آثار و تالیفات
نادر کریمیان بیش از ۸۰ اثر علمی در زمینه‌های مختلف دارد. گزیده از مقالات:
- شاهنامه‌های کردی، نامه بهارستان، شماره ۱
- مجموعه تاریخی حضرت مولانا یعقوب چرخی، تاریخ پژوهی، شماره‌های ۴۶ و ۴۷[۱۲]
- طالقانی و کردستان (بررسی وقایع و حوادث سال ۱۳۵۸–۱۳۵۹ ش)، تاریخ معاصر ایران، شماره ۵۶
- قرآن و گردشگری، گلستان قرآن، شماره ۱۸۳
- مواریث مکتوب در تمدن آبی ایران، انسان‌شناسی، شماره ۲
- کتیبه‌های هترا (حضر)، باستان‌شناسی، شماره ۴